# Интимак (Іртиський район)
Интима́к (каз. Ынтымақ) — село у складі Іртиського району Павлодарської області Казахстану. Входить до складу Каракудуцького сільського округу.
Населення — 111 осіб (2021; 174 у 2009, 232 у 1999, 245 у 1989).
Національний склад станом на 1989 рік:
- казахи — 100 %.

Станом на 1989 рік село називалось 18 Парт'їзд або XVIII Парт'їзд.